# 重慶軌道交通2号線
重慶軌道交通2号線（じゅうけいきどうこうつう2ごうせん、中文表記: 重庆轨道交通2号线）は中華人民共和国重慶市渝中区に位置する較場口駅から巴南区の魚洞駅までを結ぶ重慶軌道交通の鉄道路線である。ラインカラーは■緑。

## 概要
中国初のモノレールで、西部大開発と国際協力銀行の出資による中国政府のプロジェクトの一つである。重慶の地形は起伏が激しく、長江と嘉陵江の間にある丘陵地帯は非常に岩盤が固いため、地下鉄方式では建設が困難とされ、モノレール方式で建設することになった。建設に関しては、長春軌道客車と日立製作所が携わり、日本のモノレール技術によって建設された。
現地では较新线（較新線）、日本では重慶モノレールとも呼ばれる。 現在は25駅31.3kmを営業している。大部分が地上であるが、一部区間（較場口 - 臨江門間と大坪前後）は地下にある。初乗り運賃は2元で、最高は5元。

### 路線データ
- 路線距離（営業キロ）：31.3 km
- 方式：跨座式（日本跨座式）
- 駅数：25駅
- 複線区間：全線
- 電化区間：全線（直流 1,500 V 第三軌条方式）
- 車両基地：大堰車両基地
- 地上区間：黄花園駅 - 仏図関駅、袁家崗駅 - 魚洞駅
- 走行方向：右側通行

## 歴史
- 1988年：重慶市が市中心部と新山村の間に鉄道を建設することを発表する。
- 1994年：2号線の建設計画（較場口駅 - 動物園駅間）が中国政府の審査を受け、重慶モノレールが日本政府の円借款項目の1つに入る。
- 1996年：2号線開業後の環境アセスメントが終了する。
- 1999年：2号線の建設計画が中国政府の認可を受け、西部大開発10大重点プロジェクトと国債発行計画項目に入る。
- 2000年
  - 6月：先行工事に着工。
  - 9月：初期計画が批准される。
  - 12月26日：正式に着工する。
- 2001年：2号線の建設に国際協力銀行を通じて日本政府の円借款（271億円）を受ける契約が結ばれる。
- 2002年：2号線の第2期工事計画（大堰村駅 - 新山村駅間）が中国政府に批准される。車両の購入契約が結ばれる。
- 2003年10月27日：第1期工事路線較場口駅 - 動物園駅間の基本工事が完了する。
- 2004年
  - 11月6日：観光運転開始。
  - 12月28日：試運転開始。
- 2005年6月18日：第1期工事路線で正式運行を開始。
- 2006年7月1日：第2期工事路線大堰村駅 - 新山村駅間が延伸、正式運行を開始。
- 2014年12月30日：新山村駅-魚洞駅間が延伸開業[2]。

## 使用車両
- QKZ2型（中国語版）
  - 4両編成（最大8両編成が可）で21本84両で運行されている。大阪高速鉄道（大阪モノレール）の車両や軌道と同一設計となっている。

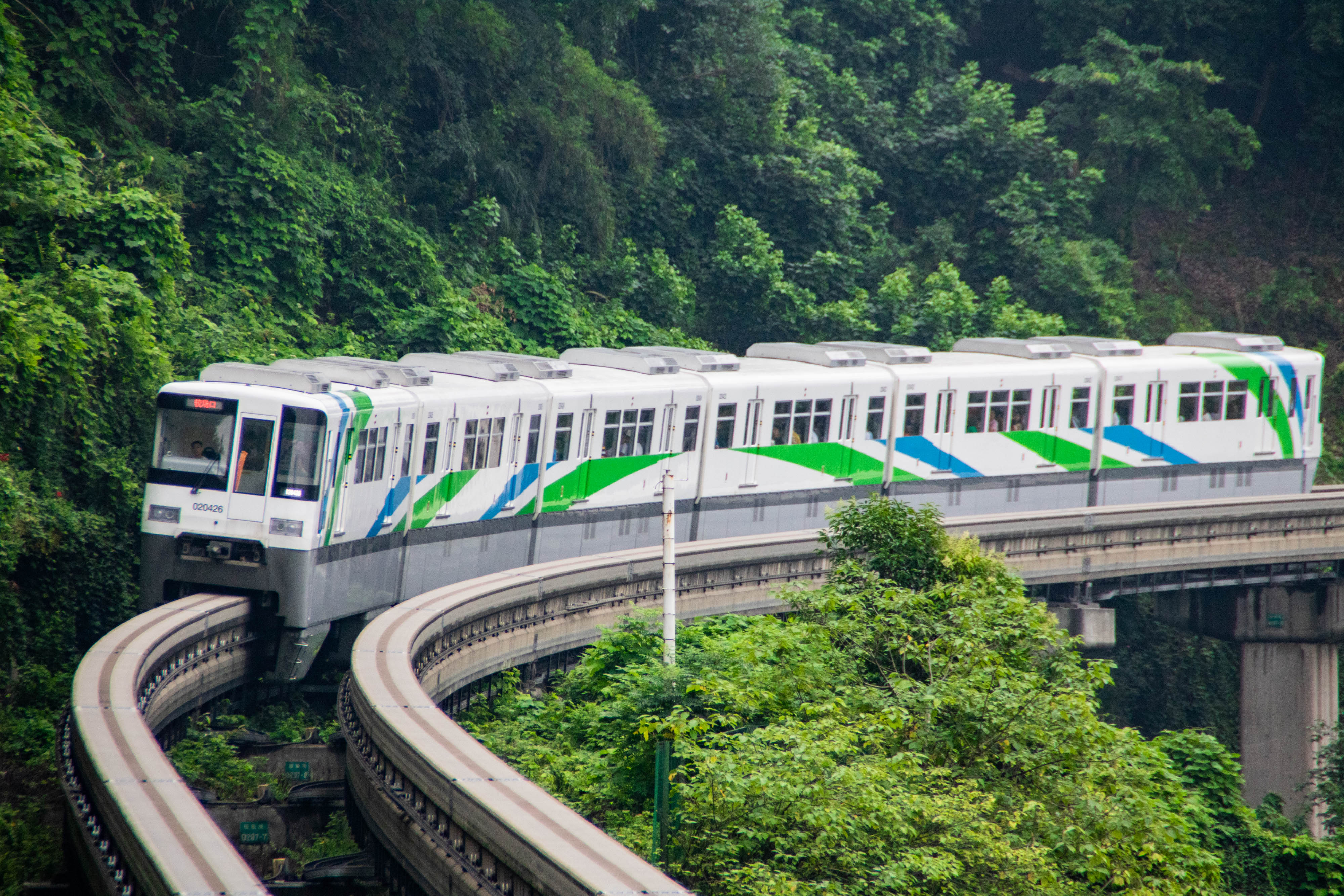
車両外観
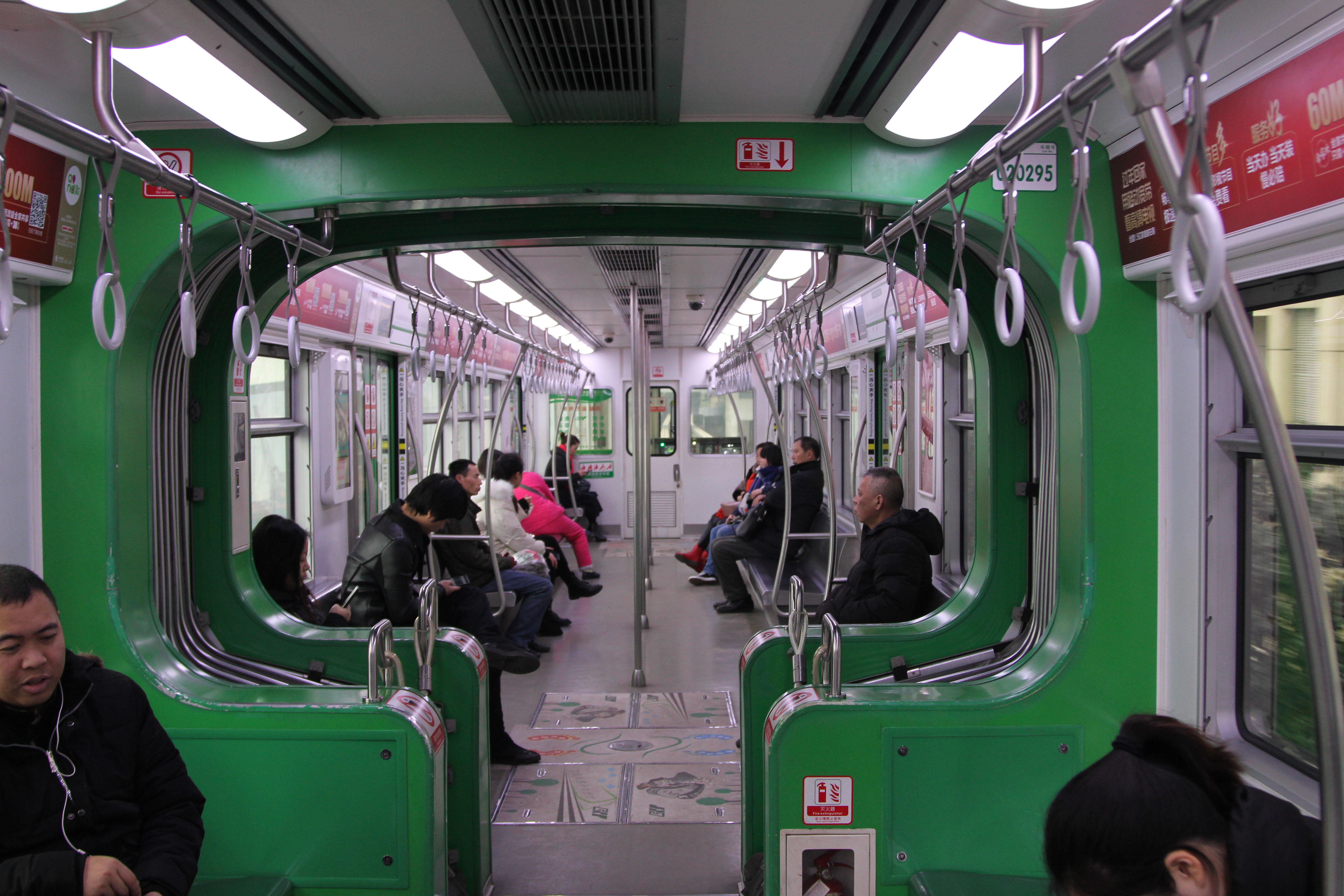
車内

## 駅一覧
| 駅番号 | 駅名     | 駅名         | 駅名         | 駅間 キロ (km) | 累計 キロ (km) | 接続路線・備考 | 所在地 | 所在地   | 所在地 |
| 駅番号 | 日本語   | 簡体字中国語 | 英語         | 駅間 キロ (km) | 累計 キロ (km) | 接続路線・備考 | 所在地 | 所在地   | 所在地 |
| ------ | -------- | ------------ | ------------ | -------------- | -------------- | -------------- | ------ | -------- | ------ |
| 2/01   | 較場口駅 | 较场口站     | Jiaochangkou | -              | 0.00           | ■1号線         | 重慶市 | 渝中区   |        |
| 2/02   | 臨江門駅 | 临江门站     | Linjiangmen  | 0.58           | 0.58           |                | 重慶市 | 渝中区   |        |
| 2/03   | 黄花園駅 | 黄花园站     | Huanghuayuan | 1.17           | 1.75           |                | 重慶市 | 渝中区   |        |
| 2/04   | 大渓溝駅 | 大溪沟站     | Daxigou      | 0.70           | 2.45           |                | 重慶市 | 渝中区   |        |
| 2/05   | 曽家岩駅 | 曾家岩站     | Zengjiayan   | 0.82           | 3.27           | ■10号線        | 重慶市 | 渝中区   |        |
| 2/06   | 牛角沱駅 | 牛角沱站     | Niujiaotuo   | 1.04           | 4.31           | ■3号線         | 重慶市 | 渝中区   |        |
| 2/07   | 李子垻駅 | 李子坝站     | Liziba       | 1.00           | 5.31           |                | 重慶市 | 渝中区   |        |
| 2/08   | 仏図関駅 | 佛图关站     | Fotuguan     | 0.81           | 6.12           |                | 重慶市 | 渝中区   |        |
| 2/09   | 大坪駅   | 大坪站       | Daping       | 1.54           | 7.66           | ■1号線         | 重慶市 | 渝中区   |        |
| 2/10   | 袁家崗駅 | 袁家岗站     | Yuanjiagang  | 1.53           | 9.19           |                | 重慶市 | 九龍坡区 |        |
| 2/11   | 謝家湾駅 | 谢家湾站     | Xiejiawan    | 1.21           | 10.40          | ■環状線        | 重慶市 | 九龍坡区 |        |
| 2/12   | 楊家坪駅 | 杨家坪站     | Yangjiaping  | 1.32           | 11.72          | ■18号線        | 重慶市 | 九龍坡区 |        |
| 2/13   | 動物園駅 | 动物园站     | Zoo          | 0.99           | 12.61          |                | 重慶市 | 九龍坡区 |        |
| 2/14   | 大堰村駅 | 大堰村站     | Dayancun     | 1.05           | 13.76          |                | 重慶市 | 九龍坡区 |        |
| 2/15   | 馬王場駅 | 马王场站     | Mawangchang  | 1.15           | 14.81          |                | 重慶市 | 九龍坡区 |        |
| 2/16   | 平安駅   | 平安站       | Ping'an      | 1.05           | 15.86          |                | 重慶市 | 大渡口区 |        |
| 2/17   | 大渡口駅 | 大渡口站     | Dadukou      | 1.13           | 16.99          |                | 重慶市 | 大渡口区 |        |
| 2/18   | 新山村駅 | 新山村站     | Xinshancun   | 1.16           | 18.15          |                | 重慶市 | 大渡口区 |        |
| 2/19   | 天堂堡駅 | 天堂堡站     | Tiantangbao  | 0.42           | 18.57          |                | 重慶市 | 大渡口区 |        |
| 2/20   | 建橋駅   | 建桥站       | Jianqiao     | 1.99           | 20.56          |                | 重慶市 | 大渡口区 |        |
| 2/21   | 金家湾駅 | 金家湾站     | Jinjiawan    | 1.33           | 21.89          |                | 重慶市 | 大渡口区 |        |
| 2/22   | 劉家垻駅 | 刘家坝站     | Liujiaba     | 1.36           | 23.25          |                | 重慶市 | 大渡口区 |        |
| 2/23   | 白居寺駅 | 白居寺站     | Baijusi      | 1.71           | 24.96          | ■18号線        | 重慶市 | 大渡口区 |        |
| 2/24   | 大江駅   | 大江站       | Dajiang      | 3.7            | 28.66          |                | 重慶市 | 巴南区   |        |
| 2/25   | 魚洞駅   | 魚洞站       | Yudong       | 1.18           | 29.84          | ■3号線         | 重慶市 | 巴南区   |        |